# Kostel svatého Jana Nepomuckého (Litohoř)
Kostel svatého Jana Nepomuckého je farní kostel římskokatolické farnosti Litohoř, nachází se v centru obce Litohoř nedaleko zámku Litohoř. Kostel je barokní centrální stavbou oválného půdorysu s lucernou na vrcholu střechy a s průčelím, vznikl rozšířením kaple dle projektu Franze Antona Pilgrama. V kostele je jeden hlavní oltář zasvěcený svatému Janu Nepomuckému a dva vedlejší oltáře zasvěcené svatému Judovi Tadeáši a svatému Antonínu Paduánskému. Součástí kostela je plochostropá síň a sakristie v ose východní zdi kostela s křížovou klenbou. Kostel je chráněn jako kulturní památka České republiky.

## Historie
Kostel byl postaven na místě původní kaple vybudované premonstráty z Louky z roku 1749. Kaple byla v roce 1781 rozšířena a to zřejmě dle projektu Franze Antona Pilgrama. O rok později vznikla samostatná farnost v obci Litohoř. Kostel pak byl přestavěn v roce 1793 a opraven byl pak v roce 1833. V roce 1855 pak byla farníky zakoupena a kostelu věnována nová křížová cesta a obraz nad vedlejší oltář. Velká novodobá oprava kostela pak začala v roce 1986, dokončena byla v roce 1988. Několik let pak na věži kostela stál nahnutý kříž, který pak byl v roce 2015 při opravách sundán a opraven, stejně jako celá stavba. Byla sundána věž kostela, střešní krytina. Při opravě byly do kopule věže vloženy listiny obce.
Na vězi kostela jsou dva zvony, větší zvon je zasvěcen svatému Janu Nepomuckému a pochází z roku 1955, druhý zvon je menší a nedatovaný. V polovině 18. století byla pořízena socha sv. Jana Nepomuckého, která je v kostele umístěna.